# 佐々木博 (陸軍軍人)
佐々木 博（ささき ひろし、1890年（明治23年）12月13日 - 1956年（昭和31年）3月10日）は、大日本帝国陸軍軍人。最終階級は陸軍少将。

## 経歴
1890年（明治23年）に東京府で生まれた。陸軍士官学校第24期卒業。1940年（昭和15年）3月に陸軍砲兵大佐に進級し、1942年（昭和17年）4月にボルネオ守備軍司令部附を経て、1943年（昭和18年）6月に台湾軍兵器部長に就任した。1944年（昭和19年）9月に第10方面軍兵器部長となり、1945年（昭和20年）6月10日に陸軍少将に進級し、終戦時は台北にあった。
1947年（昭和22年）11月28日、公職追放仮指定を受けた。